# Balistes
Balistes is een geslacht van straalvinnige vissen uit de familie van de trekkervissen (Balistidae). Het geslacht werd vermeld in 1758 door Linnaeus in de tiende editie van Systema naturae.  

## Soorten
De volgende soorten zijn bij het geslacht ingedeeld:
- Balistes capriscus Gmelin, 1789 – Grijze trekkervis
- Balistes ellioti Day, 1889
- Balistes polylepis Steindachner, 1876
- Balistes punctatus Gmelin, 1789
- Balistes rotundatus Marion de Procé, 1822
- Balistes vetula Linnaeus, 1758 – Koningstrekkervis
- Balistes willughbeii Lay & Bennett, 1839